# Hostel 3
Hostel 3 (org. Hostel: Part III) – amerykański film grozy z 2011 roku. Sequel filmu Hostel 2.

## Treść
Akcja toczy się w Las Vegas. Scott zaprasza swoich najbliższych przyjaciół, by świętowali razem jego wieczór kawalerski. W jednym z kasyn, chłopaki spotykają dwie piękne kobiety, dzięki którym trafiają na ekskluzywne przyjęcie w hotelu na peryferiach miasta. 

## Główne role
- Kip Pardue - Carter
- Brian Hallisay - Scott
- John Hensley - Justin
- Calum McVeigh - Calum
- Sarah Habel - Kendra
- Skyler Stone - Mike
- Zulay Henao - Nikki
- Thomas Kretschmann - Flemming
- Chris Coy - Travis
- Nickola Shreli - Victor
- Evelina Oboza - Anka
- Kelly Thiebaud - Amy
- Derrick Carr - Mossberg
- Frank Alvarez -  Mesa
- Tim Holmes - Beardo
- Barry Livingston - Doktor